# 1. Fußball- und Sportverein Mainz 05 1992-1993
Questa voce raccoglie le informazioni riguardanti il 1. Fußball- und Sportverein Mainz 05 nelle competizioni ufficiali della stagione 1992-1993.

## Stagione
Nella stagione 1992-1993 il Magonza, allenato da Josip Kuže, concluse il campionato di 2. Bundesliga al 12º posto. In Coppa di Germania il Magonza fu eliminato al terzo turno dal Werder Brema.

## Rosa
| N. |                                 | Ruolo | Calciatore          |
| -- | ------------------------------- | ----- | ------------------- |
|    | Germania (bandiera)             | P     | Stephan Kuhnert     |
|    | Germania (bandiera)             | P     | Manfred Petz        |
|    | Germania (bandiera)             | D     | Holger Greilich     |
|    | Croazia (bandiera)              | D     | Vlado Kasalo        |
|    | Germania (bandiera)             | D     | Michael Müller      |
|    | Germania (bandiera)             | D     | Michael Schuhmacher |
|    | Germania (bandiera)             | D     | Hendrik Weiss       |
|    | Germania (bandiera)             | C     | Michael Becker      |
|    | Bosnia ed Erzegovina (bandiera) | C     | Željko Buvač        |
|    | Germania (bandiera)             | C     | Uwe Diether         |
|    | Germania (bandiera)             | C     | Fabrizio Hayer      |
|    | Germania (bandiera)             | C     | Steffen Herzberger  |

| N. |                        | Ruolo | Calciatore       |
| -- | ---------------------- | ----- | ---------------- |
|    | Germania (bandiera)    | C     | Mike Janz        |
|    | Turchia (bandiera)     | C     | Nihat Kaplan     |
|    | Germania (bandiera)    | C     | Waldemar Kischka |
|    | Germania (bandiera)    | C     | Victor Lopes     |
|    | Germania (bandiera)    | C     | Heiko März       |
|    | Germania (bandiera)    | C     | Guido Schäfer    |
|    | Germania (bandiera)    | C     | Thomas Zampach   |
|    | Polonia (bandiera)     | A     | Tomasz Jaworek   |
|    | Germania (bandiera)    | A     | Jürgen Klopp     |
|    | Germania (bandiera)    | A     | Gernot Ruof      |
|    | Stati Uniti (bandiera) | A     | David Wagner     |

## Organigramma societario
Area tecnica
- Allenatore: Josip Kuže
- Allenatore in seconda:
- Preparatore dei portieri:
- Preparatori atletici:

## Calciomercato

### Sessione estiva
| Acquisti | Acquisti       | Acquisti        | Acquisti |
| R.       | Nome           | da              | Modalità |
| -------- | -------------- | --------------- | -------- |
| A        | Tomasz Jaworek | Ruch Chorzów    |          |
| C        | Željko Buvač   | Rot-Weiß Erfurt |          |

| Cessioni | Cessioni            | Cessioni      | Cessioni |
| R.       | Nome                | a             | Modalità |
| -------- | ------------------- | ------------- | -------- |
| A        | Aaron Biagioli      | VfR Mannheim  |          |
| C        | Olaf Kirn           | Wiesbaden     |          |
| D        | Norman Klein        | VfL Hamm/Sieg |          |
| C        | Tommi-Björn Paavola | Lokeren       |          |

### Sessione invernale
| Acquisti | Acquisti | Acquisti | Acquisti |
| R.       | Nome     | da       | Modalità |
| -------- | -------- | -------- | -------- |

| Cessioni | Cessioni | Cessioni | Cessioni |
| R.       | Nome     | a        | Modalità |
| -------- | -------- | -------- | -------- |

## Risultati

### 2. Bundesliga

#### Girone di andata
| Arbitro: | Kasper |

|                            |           |           |
| Hwang 26’ Tönnies 32’, 34’ | Marcatori | 90’ Klopp |

| Magonza 14 luglio 1992, ore 20:00 CEST 2ª giornata | Magonza | 0 – 0 referto | Fortuna Colonia | Stadion am Bruchweg (4 300 spett.)\| Arbitro: \| Fux \| |
| Arbitro:                                           | Fux     |               |                 |                                                         |

| Arbitro: | Hauer |

|  |           |            |
|  | Marcatori | 74’ Kasalo |

| Arbitro: | Funken |

|             |           |  |
| Diether 56’ | Marcatori |  |

| Arbitro: | Scheuerer |

|           |           |                     |
| Degen 69’ | Marcatori | 30’ Weiss 80’ Hayer |

| Arbitro: | Willems |

|                           |           |                                    |
| Herzberger 87’ Müller 90’ | Marcatori | 39’ Klaus 78’ Meinke 90’ Hetmański |

| Arbitro: | Heynemann |

|  |           |                      |
|  | Marcatori | 30’, 77’, 88’ Müller |

| Arbitro: | Gläser |

|                      |           |         |
| Wagner 28’ Hayer 39’ | Marcatori | 70’ Epp |

| Friburgo in Brisgovia 15 agosto 1992, ore 15:30 CEST 9ª giornata | Friburgo  | 0 – 0 referto | Magonza | Dreisamstadion (9 200 spett.)\| Arbitro: \| Brandauer \| |
| Arbitro:                                                         | Brandauer |               |         |                                                          |

| Arbitro: | Wittke |

|                         |           |                 |
| Herzberger 40’ Ruof 86’ | Marcatori | 70’ Frąckiewicz |

| Arbitro: | Fleske |

|                            |           |             |
| Schweizer 31’ Heidrich 88’ | Marcatori | 18’ Zampach |

| Arbitro: | Lange |

|                 |           |  |
| Schuhmacher 50’ | Marcatori |  |

| Arbitro: | Ziller |

|                                        |           |             |
| Molata 6’ Schreiber 51’ Holetschek 57’ | Marcatori | 21’ Zampach |

| Arbitro: | Aust |

|            |           |                           |
| Wagner 54’ | Marcatori | 67’ Freiler 84’ Weidemann |

| Arbitro: | Führer |

|              |           |                                 |
| Daschner 59’ | Marcatori | 15’ Müller 29’ Wagner 34’ Hayer |

| Arbitro: | Amerell |

|                        |           |            |
| Preetz 35’ Schmidt 38’ | Marcatori | 52’ Wagner |

| Arbitro: | Frey |

|                                     |           |  |
| Herzberger 11’ Wagner 36’ Buvač 86’ | Marcatori |  |

| Homburg 16 ottobre 1992, ore 20:00 CET 18ª giornata | Homburg   | 0 – 0 referto | Magonza | Waldstadion (1 700 spett.)\| Arbitro: \| Habermann \| |
| Arbitro:                                            | Habermann |               |         |                                                       |

| Arbitro: | Domurat |

|                        |           |                        |
| Jaworek 11’ Kasalo 57’ | Marcatori | 79’ Aerdken 83’ Knäbel |

| Arbitro: | Willems |

|                            |           |  |
| Gries 33’ Demandt 51’, 81’ | Marcatori |  |

| Arbitro: | Kuhne |

|  |           |          |
|  | Marcatori | 9’ Simon |

| Arbitro: | Osmers |

|                                                      |           |  |
| Aden 11’, 22’, 47’ Butrej 69’ Kretschmer 74’ Lux 88’ | Marcatori |  |

| Arbitro: | Hauer |

|                |           |                                     |
| Herzberger 88’ | Marcatori | 59’ Hobsch 68’ Rische 90’ Engelmann |

#### Girone di ritorno
| Arbitro: | Kemmling |

|  |           |             |
|  | Marcatori | 86’ Küttner |

| Arbitro: | Werthmann |

|  |           |                      |
|  | Marcatori | 47’ Wagner 63’ Klopp |

| Magonza 6 febbraio 1993, ore 14:30 CET 26ª giornata | Magonza | 0 – 0 referto | Unterhaching | Stadion am Bruchweg (2 800 spett.)\| Arbitro: \| Prengel \| |
| Arbitro:                                            | Prengel |               |              |                                                             |

| Arbitro: | Pohlmann |

|                                          |           |            |
| Schlünz 33’, 34’ Lange 78’ Persigehl 90’ | Marcatori | 32’ Wagner |

| Magonza 20 febbraio 1993, ore 15:00 CET 28ª giornata | Magonza | 0 – 0 referto | Fortuna Düsseldorf | Stadion am Bruchweg (2 600 spett.)\| Arbitro: \| Haupt \| |
| Arbitro:                                             | Haupt   |               |                    |                                                           |

| Arbitro: | Weise |

|             |           |            |
| Wollitz 76’ | Marcatori | 70’ Wagner |

| Arbitro: | Jansen |

|                                    |           |  |
| Buvač 57’ Herzberger 62’ Klopp 71’ | Marcatori |  |

| Arbitro: | Kuhne |

|         |           |                            |
| Epp 54’ | Marcatori | 57’ Herzberger 75’ Zampach |

| Arbitro: | Fischer |

|  |           |                     |
|  | Marcatori | 44’ Spies 70’ Simon |

| Arbitro: | Fleske |

|                 |           |             |
| Frąckiewicz 70’ | Marcatori | 25’ Zampach |

| Arbitro: | Brandauer |

|                |           |                           |
| Herzberger 15’ | Marcatori | 27’ Heidrich 72’ Barsikow |

| Arbitro: | Funken |

|  |           |                |
|  | Marcatori | 12’ Herzberger |

| Arbitro: | Zerr |

|                      |           |  |
| Wagner 33’ Hayer 74’ | Marcatori |  |

| Arbitro: | Frey |

|               |           |  |
| Weidemann 10’ | Marcatori |  |

| Arbitro: | Müller |

|             |           |              |
| Jaworek 50’ | Marcatori | 39’ Daschner |

| Arbitro: | Wittke |

|          |           |            |
| Ruof 78’ | Marcatori | 44’ Preetz |

| Meppen 7 maggio 1993, ore 18:30 CEST 40ª giornata | Meppen | 0 – 0 referto | Magonza | Emslandstadion (4 000 spett.)\| Arbitro: \| Lange \| |
| Arbitro:                                          | Lange  |               |         |                                                      |

| Magonza 11 maggio 1993, ore 18:30 CEST 41ª giornata | Magonza | 0 – 0 referto | Homburg | Stadion am Bruchweg (3 200 spett.)\| Arbitro: \| Weber \| |
| Arbitro:                                            | Weber   |               |         |                                                           |

| Arbitro: | Dardenne |

|  |           |                      |
|  | Marcatori | 45’ Kasalo 77’ Hayer |

| Arbitro: | Assenmacher |

|                           |           |                           |
| Wagner 67’ Hayer 72’, 86’ | Marcatori | 24’ Lünsmann 48’ Feinbier |

| Arbitro: | Strampe |

|                                         |           |                                                              |
| Trautmann 2’ Havutçu 34’ Wörsdörfer 84’ | Marcatori | 29’ Buvač 40’ (aut.) Täuber 63’ Hayer 82’ Müller 89’ Zampach |

| Arbitro: | Krug |

|  |           |                              |
|  | Marcatori | 26’ Buchheister 30’ Pasul'ko |

| Arbitro: | Schmidt |

|                       |           |  |
| Rische 60’ Anders 68’ | Marcatori |  |

### Coppa di Germania
| Arbitro: | Fückel |

|  |           |                                |
|  | Marcatori | 40’ Hayer 64’ Buvač 81’ Wagner |

| Arbitro: | Strampe |

|                                    |           |           |
| Bode 21’ Rufer 43’ (rig.) Kohn 60’ | Marcatori | 73’ Klopp |

## Statistiche

### Statistiche di squadra
| Competizione      | Punti | In casa | In casa | In casa | In casa | In casa | In casa | In trasferta | In trasferta | In trasferta | In trasferta | In trasferta | In trasferta | Totale | Totale | Totale | Totale | Totale | Totale | DR |
| Competizione      | Punti | G       | V       | N       | P       | Gf      | Gs      | G            | V            | N            | P            | Gf           | Gs           | G      | V      | N      | P      | Gf     | Gs     | DR |
| ----------------- | ----- | ------- | ------- | ------- | ------- | ------- | ------- | ------------ | ------------ | ------------ | ------------ | ------------ | ------------ | ------ | ------ | ------ | ------ | ------ | ------ | -- |
| 2. Bundesliga     | 46    | 23      | 8       | 7       | 8       | 26      | 24      | 23           | 9            | 5            | 9            | 28           | 34           | 46     | 17     | 12     | 17     | 54     | 58     | -4 |
| Coppa di Germania | -     | 0       | 0       | 0       | 0       | 0       | 0       | 2            | 1            | 0            | 1            | 4            | 3            | 2      | 1      | 0      | 1      | 4      | 3      | +1 |
| Totale            | 46    | 23      | 8       | 7       | 8       | 26      | 24      | 25           | 10           | 5            | 10           | 32           | 37           | 48     | 18     | 12     | 18     | 58     | 61     | -3 |

### Andamento in campionato
| Giornata  | 1  | 2  | 3  | 4  | 5 | 6  | 7 | 8 | 9 | 10 | 11 | 12 | 13 | 14 | 15 | 16 | 17 | 18 | 19 | 20 | 21 | 22 | 23 | 24 | 25 | 26 | 27 | 28 | 29 | 30 | 31 | 32 | 33 | 34 | 35 | 36 | 37 | 38 | 39 | 40 | 41 | 42 | 43 | 44 | 45 | 46 |
| --------- | -- | -- | -- | -- | - | -- | - | - | - | -- | -- | -- | -- | -- | -- | -- | -- | -- | -- | -- | -- | -- | -- | -- | -- | -- | -- | -- | -- | -- | -- | -- | -- | -- | -- | -- | -- | -- | -- | -- | -- | -- | -- | -- | -- | -- |
| Luogo     | T  | C  | T  | C  | T | C  | T | C | T | C  | T  | C  | T  | C  | T  | T  | C  | T  | C  | T  | C  | T  | C  | C  | T  | C  | T  | C  | T  | C  | T  | C  | T  | C  | T  | C  | T  | C  | C  | T  | C  | T  | C  | T  | C  | T  |
| Risultato | P  | N  | V  | V  | V | P  | V | V | N | V  | P  | V  | P  | P  | V  | P  | V  | N  | N  | P  | P  | P  | P  | P  | V  | N  | P  | N  | N  | V  | V  | P  | N  | P  | V  | V  | P  | N  | N  | N  | N  | V  | V  | V  | P  | P  |
| Posizione | 23 | 20 | 14 | 10 | 5 | 10 | 5 | 4 | 5 | 4  | 6  | 5  | 6  | 7  | 6  | 9  | 6  | 7  | 7  | 9  | 11 | 14 | 14 | 15 | 13 | 14 | 15 | 16 | 16 | 13 | 10 | 13 | 13 | 15 | 13 | 13 | 13 | 13 | 13 | 13 | 13 | 12 | 12 | 9  | 10 | 12 |

Legenda:

Luogo: C = Casa; T = Trasferta. Risultato: V = Vittoria; N = Pareggio; P = Sconfitta.

### Statistiche dei giocatori
| Giocatore      | 2. Bundesliga | 2. Bundesliga | 2. Bundesliga | 2. Bundesliga | Coppa di Germania | Coppa di Germania | Coppa di Germania | Coppa di Germania | Totale   | Totale | Totale      | Totale     |
| Giocatore      | Presenze      | Reti          | Ammonizioni   | Espulsioni    | Presenze          | Reti              | Ammonizioni       | Espulsioni        | Presenze | Reti   | Ammonizioni | Espulsioni |
| -------------- | ------------- | ------------- | ------------- | ------------- | ----------------- | ----------------- | ----------------- | ----------------- | -------- | ------ | ----------- | ---------- |
| M. Becker      | 10            | 0             | 3             | 0             | 1                 | 0                 | 0                 | 0                 | 11       | 0      | 3           | 0          |
| Ž. Buvač       | 43            | 3             | 6             | 0             | 2                 | 1                 | 0                 | 0                 | 45       | 4      | 6           | 0          |
| U. Diether     | 14            | 1             | 2             | 0             | 0                 | 0                 | 0                 | 0                 | 14       | 1      | 2           | 0          |
| H. Greilich    | 29            | 0             | 1             | 0             | 0                 | 0                 | 0                 | 0                 | 29       | 0      | 1           | 0          |
| F. Hayer       | 44            | 8             | 7             | 0             | 2                 | 1                 | 1                 | 0                 | 46       | 9      | 8           | 0          |
| S. Herzberger  | 45            | 8             | 7             | 0             | 2                 | 0                 | 0                 | 0                 | 47       | 8      | 7           | 0          |
| M. Janz        | 7             | 0             | 0             | 0             | 0                 | 0                 | 0                 | 0                 | 7        | 0      | 0           | 0          |
| T. Jaworek     | 22            | 2             | 3             | 0             | 1                 | 0                 | 0                 | 0                 | 23       | 2      | 3           | 0          |
| N. Kaplan      | 1             | 0             | 0             | 0             | 0                 | 0                 | 0                 | 0                 | 1        | 0      | 0           | 0          |
| V. Kasalo      | 37            | 3             | 13            | 0             | 1                 | 0                 | 1                 | 0                 | 38       | 3      | 14          | 0          |
| W. Kischka     | 5             | 0             | 0             | 0             | 1                 | 0                 | 0                 | 0                 | 6        | 0      | 0           | 0          |
| J. Klopp       | 41            | 3             | 7             | 2             | 2                 | 1                 | 1                 | 0                 | 43       | 4      | 8           | 2          |
| S. Kuhnert     | 45            | 0             | 1             | 0             | 2                 | 0                 | 0                 | 0                 | 47       | 0      | 1           | 0          |
| V. Lopes       | 8             | 0             | 0             | 0             | 1                 | 0                 | 0                 | 0                 | 9        | 0      | 0           | 0          |
| H. März        | 0             | 0             | 0             | 0             | 0                 | 0                 | 0                 | 0                 | 0        | 0      | 0           | 0          |
| M. Müller      | 41            | 6             | 4             | 0             | 2                 | 0                 | 0                 | 0                 | 43       | 6      | 4           | 0          |
| M. Petz        | 1             | 0             | 0             | 0             | 0                 | 0                 | 0                 | 0                 | 1        | 0      | 0           | 0          |
| G. Ruof        | 21            | 2             | 2             | 0             | 0                 | 0                 | 0                 | 0                 | 21       | 2      | 2           | 0          |
| M. Schuhmacher | 39            | 1             | 7             | 0             | 2                 | 0                 | 1                 | 0                 | 41       | 1      | 8           | 0          |
| G. Schäfer     | 40            | 0             | 12            | 2             | 2                 | 0                 | 1                 | 0                 | 42       | 0      | 13          | 2          |
| D. Wagner      | 43            | 10            | 3             | 0             | 2                 | 1                 | 0                 | 0                 | 45       | 11     | 3           | 0          |
| H. Weiss       | 19            | 1             | 5             | 0             | 1                 | 0                 | 0                 | 0                 | 20       | 1      | 5           | 0          |
| T. Zampach     | 39            | 5             | 6             | 1             | 2                 | 0                 | 1                 | 0                 | 41       | 5      | 7           | 1          |